# Акихорий

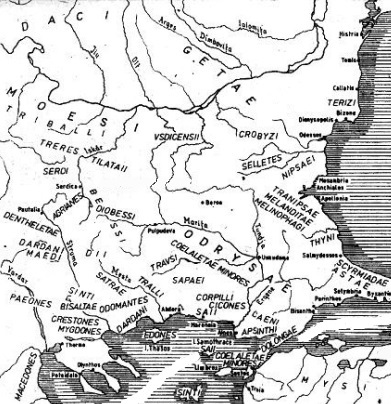
Походы кельтов во Фракию, Македонию и Северную Грецию во главе с Бренном и Акихором, вождями коалиции кельтов

Акихорий или Акихор (др.-греч. Ακιχώριος, лат. Acichorius) — один из галльских вождей, глава коалиции кельтских племён — галатов, вторгшихся на Балканский полуостров в 280—278 годах до н. э.
Возглавлявшие коалицию кельтских племён Бренн и Акихорий двинулись на Балканы, разделив войско на три части. Одну часть во главе с Церетрием они направили против Фракии и трибалов, другую под председательством Болгия — против Македонии и Иллирии. Численность этих войск составила 20 000 воинов. В Македонии Болг разбил армию царя Македонии Птолемея II Керавна, который погиб в битве.
С основной военной силой вожди галатов двинулись в Пеонию. Здесь в 279 году до н. э. они победили македонского царя Сосфена.
В 278 году до н. э. Акихорий вновь сопровождал Бренна в его вторжении во главе многочисленных галльских орд, насчитывавших, согласно Марку Юниану Юстину, до 200 000 человек на Балканы.
Около 275 года до н. э. кельты потерпели поражение от Антиоха I, а Бренн был тяжело ранен. Бренн не получил смертельных ран, однако чувствовал позор и стыд за поражение от греков. После отступления остатков кельтских войск Бренн передал власть Акихорию и покончил с собой.
Акихорий, взяв на себя командование остатками войск галлов, пытался уйти к Фермопилам, чтобы покинуть Грецию, но голод, холод, постоянные стычки с противником и падение морального духа привели к почти полному их уничтожению.
Погиб в битве при Фермопилах.
Некоторые авторы полагают, что Бренн и Акихорий — это один и тот же человек, при этом Бренн являлся титулом кельтского вождя, а Акихорий — его именем.